# Fætter Vims
Fætter Vims er Anders Ands noget klodsede og forvirrede fætter. I modsætning til de fleste af de kendte andefigurer er fætter Vims ikke en af Carl Barks' figurer. Fætter Vims er skabt af to andre amerikanske tegneseriekunstnere, Dick Kinney og Al Hubbard, og regnes derfor ikke med til Barks ande-univers. Don Rosa har modvilligt inkluderet fætter Vims på sit ande-stamtræ, hvoraf det fremgår at fætter Vims er bror til fætter Hidsigprop og søn af Andolf And og Lulu Lom.
Oprindelig var han en engangs-figur til historien fætter Vims kommer på besøg, der blev trykt i Anders And & Co. i 1965, men han greb læserne med begejstring og blev en tilbagevendende figur i flere historier, hvor han plagede livet af sin fætter Anders og hans kat Tommy.
Han er iklædt en karakteristisk nissehue og en lang rullekravesweater i samme farver. I starten havde han tykt, hvidt hår, det blev siden erstattet af et langt tjavset hår. Han er kendetegnet ved at kaste sig med begejstring over den ene hobby efter den anden, der altid ender i katastrofe. Hans situationsfornemmelse er rekordlav, hans evne til at bibeholde en illusion er rekordstor. En typisk løsning i historierne er, at Anders slipper af med den skøre fætter, der forbliver i illusionen.
De oprindelige historier med Anders And som offer gled ud sidst i 1960'erne, men Vims fortsatte tappert med sine skøre påfund i historier, hvor han var ansat hos Joakim von And og naturligvis gjorde alt katastrofalt forkert. Det blev også almindeligt med Anders, onkel Joakim og Vims som trio i indbyrdes konflikter.
Sidst i 1970'erne forsvandt han ud af bladet, men han dukker dog op i Jumbobøgerne, hvor han og Anders af og til er detektiver sammen.
På Engelsk hedder han: Fethry Duck

## Berømte tegnere/forfattere
- Al Hubbard
- Dick Kinney